# Bruce Brown (cestista)
Bruce Brown jr. (Boston, 15 agosto 1996) è un cestista statunitense.

## Caratteristiche tecniche
È un ottimo difensore point of attack, ovvero in isolamento sul perimetro, nel pick and roll e d'aiuto senza palla. Nel periodo passato a Brooklyn si è fatto valere nei rimbalzi offensivi, come difensore e come marcatore nel p&r. Passando a Denver, in compagnia di un ottimo passatore come Jokic si è aperta la possibilità di manifestarsi di più in attacco anche dall'altro lato del pick and roll.

## Carriera
È stato selezionato dai Detroit Pistons al secondo giro del Draft NBA 2018 (42ª scelta assoluta).

## Statistiche
| † | Denota una stagione in cui ha vinto il titolo |

### NCAA
| Anno      | Squadra          | PG | PT | MP   | TC%  | 3P%  | TL%  | RP  | AP  | PRP | SP  | PP   |
| --------- | ---------------- | -- | -- | ---- | ---- | ---- | ---- | --- | --- | --- | --- | ---- |
| 2016-2017 | Miami Hurricanes | 33 | 28 | 31,9 | 45,9 | 34,7 | 74,4 | 5,6 | 3,2 | 1,5 | 0,5 | 11,8 |
| 2017-2018 | Miami Hurricanes | 19 | 18 | 33,7 | 41,5 | 26,7 | 62,9 | 7,1 | 4,0 | 1,3 | 0,8 | 11,4 |
| Carriera  | Carriera         | 52 | 46 | 32,6 | 44,2 | 31,6 | 70,2 | 6,2 | 3,5 | 1,4 | 0,6 | 11,7 |

#### Massimi in carriera
- Massimo di punti: 30 vs North Carolina-Chapel Hill (28 gennaio 2017)[3]
- Massimo di rimbalzi: 12 vs George Washington (22 dicembre 2016)
- Massimo di assist: 10 (2 volte)
- Massimo di palle rubate: 3 (9 volte)
- Massimo di stoppate: 4 vs Georgia Tech (3 gennaio 2018)
- Massimo di minuti giocati: 44 vs Virginia (20 febbraio 2017)

### NBA

#### Regular season
| Anno       | Squadra         | PG  | PT  | MP   | TC%  | 3P%  | TL%  | RP  | AP  | PRP | SP  | PP   |
| ---------- | --------------- | --- | --- | ---- | ---- | ---- | ---- | --- | --- | --- | --- | ---- |
| 2018-2019  | Detroit Pistons | 74  | 56  | 19,6 | 39,8 | 25,8 | 75,0 | 2,5 | 1,2 | 0,5 | 0,5 | 4,3  |
| 2019-2020  | Detroit Pistons | 58  | 43  | 28,2 | 44,3 | 34,4 | 73,9 | 4,7 | 4,0 | 1,1 | 0,5 | 8,9  |
| 2020-2021  | Brooklyn Nets   | 65  | 37  | 22,3 | 55,6 | 28,8 | 73,5 | 5,4 | 1,6 | 0,9 | 0,4 | 8,8  |
| 2021-2022  | Brooklyn Nets   | 72  | 45  | 24,6 | 50,6 | 40,4 | 75,8 | 4,8 | 2,1 | 1,1 | 0,7 | 9,0  |
| 2022-2023† | Denver Nuggets  | 80  | 31  | 28,5 | 48,3 | 35,8 | 75,8 | 4,1 | 3,4 | 1,1 | 0,6 | 11,5 |
| 2023-2024  | Indiana Pacers  | 33  | 33  | 29,7 | 47,5 | 32,7 | 81,7 | 4,7 | 3,0 | 1,1 | 0,2 | 12,1 |
| 2023-2024  | Toronto Raptors | 34  | 11  | 26,0 | 48,1 | 31,7 | 83,3 | 3,8 | 2,7 | 0,7 | 0,3 | 9,6  |
| 2024-2025  | Toronto Raptors | 18  | 0   | 19,6 | 43,5 | 30,6 | 89,7 | 3,8 | 1,6 | 0,9 | 0,2 | 8,4  |
| 2024-2025  | N.O. Pelicans   | 23  | 12  | 24,7 | 41,0 | 35,6 | 75,0 | 4,2 | 2,4 | 0,7 | 0,3 | 8,2  |
| Carriera   | Carriera        | 457 | 268 | 24,9 | 47,6 | 33,7 | 76,8 | 4,2 | 2,4 | 0,9 | 0,5 | 8,9  |

#### Play-off
| Anno     | Squadra         | PG | PT | MP   | TC%  | 3P%  | TL%  | RP  | AP  | PRP | SP  | PP   |
| -------- | --------------- | -- | -- | ---- | ---- | ---- | ---- | --- | --- | --- | --- | ---- |
| 2019     | Detroit Pistons | 4  | 2  | 14,3 | 35,7 | 20,0 | 100  | 2,0 | 0,5 | 0,5 | 0,3 | 3,3  |
| 2021     | Brooklyn Nets   | 12 | 5  | 23,1 | 50,6 | 18,2 | 81,3 | 5,1 | 2,1 | 0,7 | 0,4 | 7,9  |
| 2022     | Brooklyn Nets   | 4  | 4  | 34,5 | 56,8 | 42,9 | 80,0 | 4,8 | 2,8 | 1,3 | 0,8 | 14,0 |
| 2023†    | Denver Nuggets  | 20 | 0  | 26,5 | 51,1 | 31,6 | 85,7 | 4,0 | 1,9 | 1,1 | 0,5 | 12,0 |
| Carriera | Carriera        | 40 | 11 | 25,1 | 51,0 | 31,0 | 84,4 | 4,2 | 1,9 | 0,9 | 0,5 | 10,1 |

#### Massimi in carriera
- Massimo di punti: 31 vs Phoenix Suns (6 aprile 2023)[4]
- Massimo di rimbalzi: 14 (2 volte)
- Massimo di assist: 11 vs Miami Heat (12 novembre 2019)
- Massimo di palle rubate: 5 (3 volte)
- Massimo di stoppate: 4 (3 volte)
- Massimo di minuti giocati: 52 vs Milwaukee Bucks (19 giugno 2021)

### G League
| Anno      | Squadra         | PG | PT | MP   | TC%  | 3P% | TL%  | RP  | AP  | PRP | SP  | PP   |
| --------- | --------------- | -- | -- | ---- | ---- | --- | ---- | --- | --- | --- | --- | ---- |
| 2018-2019 | G. Rapids Drive | 2  | 2  | 32,8 | 37,5 | 0,0 | 63,6 | 8,5 | 3,5 | 1,0 | 1,5 | 15,5 |
| Carriera  | Carriera        | 2  | 2  | 32,8 | 37,5 | 0,0 | 63,6 | 8,5 | 3,5 | 1,0 | 1,5 | 15,5 |

## Palmarès

### NBA
- Campionato NBA: 1

Denver Nuggets: 2023